# Pseudomimonectes robustus
Pseudomimonectes robustus is een vlokreeftensoort uit de familie van de Mimonectidae. De wetenschappelijke naam van de soort is voor het eerst geldig gepubliceerd in 1960 door M. Vinogradov.